# 노라 파테히
노라 파테히(Nora Fatehi, 1992년 2월 6일 ~ )는 캐나다의 배우, 댄서, 모델, 가수이다. 모로코계 캐나다인으로, 인도 연예계에서 활동하는 인물이다.